# Brody King
Nathan Troy Blauvelt, meglio noto come Brody King (Van Nuys, 17 marzo 1987), è un wrestler statunitense sotto contratto con la All Elite Wrestling ed è un membro della House of Black, ed ha detenuto una volta l'AEW World Trios Championship con Malakai Black e Buddy Matthews.

## Titoli e riconoscimenti
- AAW: Professional Wrestling Redefined
  - AAW Heavyweight Championship (1)[2]
- All Elite Wrestling
  - AEW World Trios Championship (1) - con Malakai Black e Brody King[1]
- All Pro Wrestling
  - Young Lions Cup (2016)[3]
- National Wrestling Alliance
  - NWA World Tag Team Championship (1) – con PCO
- Oddity Wrestling Alliance
  - OWA Tag Team Championships (1) – con Tyler Bateman[4]
- PCW Ultra
  - PCW Tag Team Championship (1) – con Josef e Jacob Fatu
- Pro Wrestling Guerrilla
  - PWG World Tag Team Championship (1) – con Malakai Black[5]
- Pro Wrestling Illustrated
  - 79° dei migliori 500 wrestler singoli della PWI 500 (2019)[6]
- Ring of Honor
  - ROH World Six-Man Tag Team Championship (1) – con Marty Scurll e PCO
  - ROH World Tag Team Championship (1) – con PCO
  - ROH Year-End Award (1)
    - Faction of the Year (2019) – con Villain Enterprises[7]
- Santino Bros. Wrestling
  - SBW Championship (1)[8]
  - SBW Championship #1 Contenders Tournament (2017)
- SoCal Uncensored
  - Southern California Rookie of the Year (2016)[9]
  - Southern California Wrestler of the Year (2018)[10]
- World Series Wrestling
  - WSW Tag Team Championship (1) – con Marty Scurll[11]